# Depresja Szczepańskiego

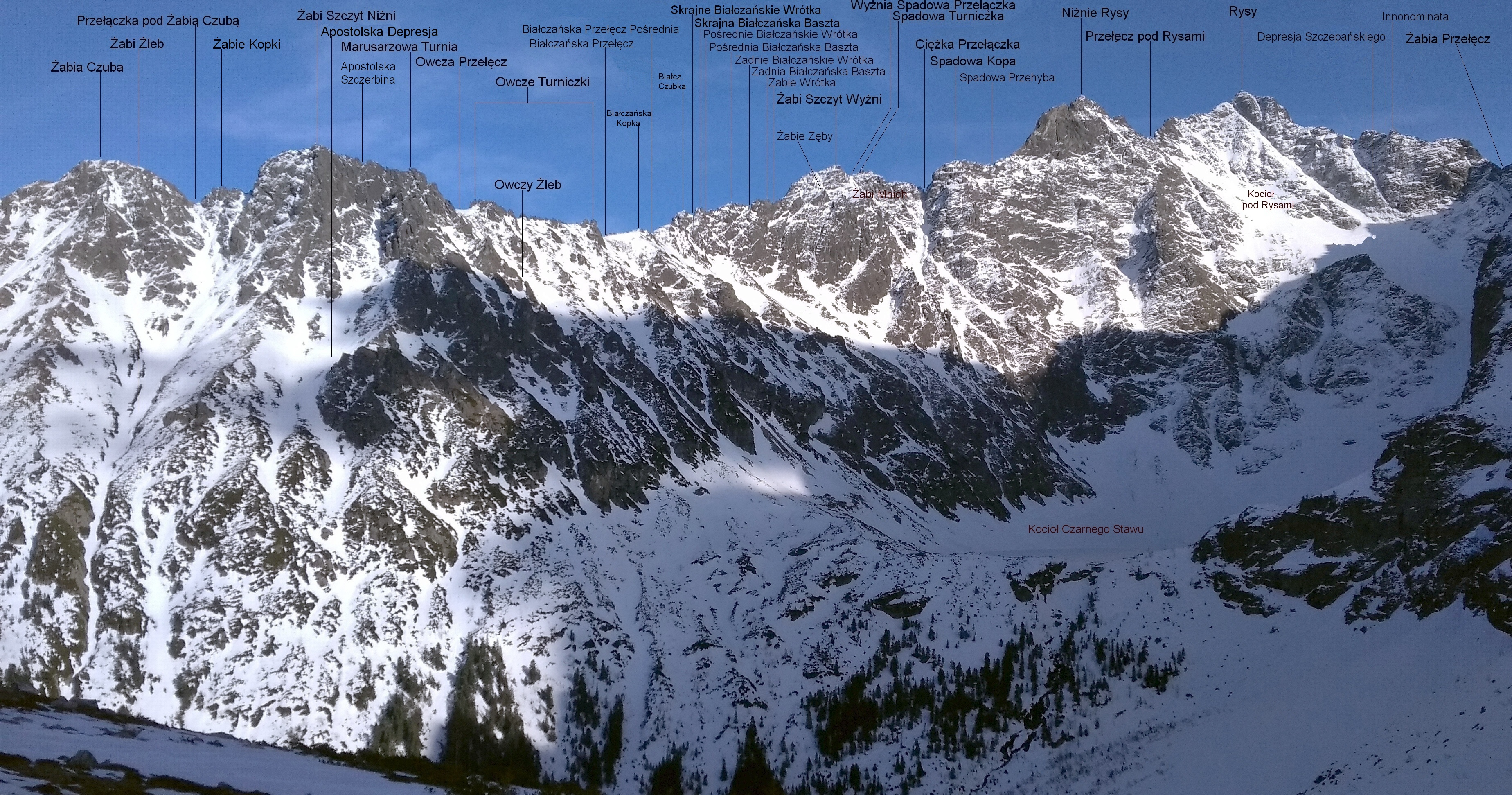

Depresja Szczepańskiego (niem. Szczepański-Depression, słow. Depresia Szczepańského, węg. Szczepański-bemélyedés, ok. 2325 m) – depresja opadająca skośnie z zachodniej grani Rysów w Tatrach Wysokich do Kotła pod Rysami. Zaczyna się poniżej płytkiego, położonego na wysokości około 2350 m siodełka, któremu słowacki taternik i publicysta Arno Puškáš nadał nazwę Štrbina nad vežami, co później przetłumaczono na język polski jako Przełączka nad Turniami. Depresja Szczepańskiego jest urwista i szeroka. Ma wylot po lewej stronie (patrząc od dołu) wybitnego filara turni Innominata (nazywanej też Pośrednią Turnią nad Żabią Przełęczą). Kończy się około 20 m powyżej piargów i mniej więcej tyle samo od wylotu Rysy. Dolna część depresji ma postać załupy, po prawej stronie nakrytej przewieszonymi ścianami Innominaty. Górna część depresji to stromy zachód.
Nazwa depresji pochodzi od nazwiska wybitnego taternika Jana Alfreda Szczepańskiego. Depresją prowadzi droga wspinaczkowa: III stopień w skali tatrzańskiej, czas przejścia 2 godz. Pierwsze przejście J.A. Szczepański i Stanisław K. Zaremba 4 września 1926 r.

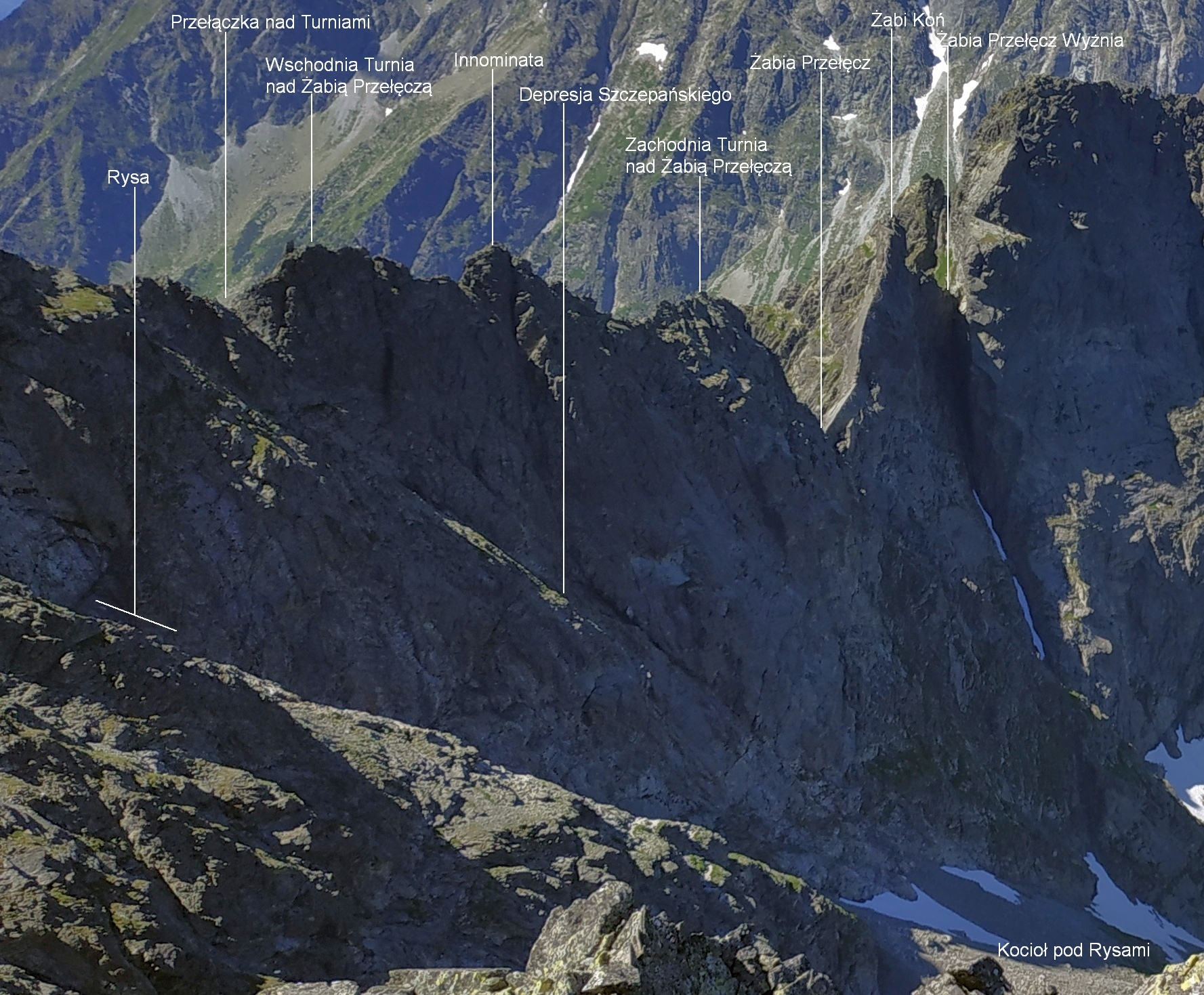
Widok z Niżnich Rysów